# Irriducibili
Irriducibili es el grupo ultra del SS Lazio. Se ubican en la curva Norte del Estadio Olímpico de Roma, junto con otros grupos ultras minoritarios pero de la misma ideología. Cuentan con aproximadamente  433 miembros.
El 27 de febrero de 2020, mediante comunicado oficial, declaran su disolución para dar paso a una nueva denominación: Ultras Lazio.

## Ideología
Se consideran ultraderechistas y nacionalistas. En los partidos muestran pancartas con simbología fascista, y hacen el saludo romano (este saludo lo realizó en alguna ocasión el exjugador del equipo Paolo Di Canio hacia ellos).

## Historia

### Precedentes
La asociación de grupos radicales se empezó a producir en los años 60, formado principalmente por grupos jóvenes y que recibían distintos nombre, tales como: «Tupamaros» o «Eagles». A lo largo de los años 70 se crearán más grupos, y en 1976 los grupos se unen en uno solo. En 1978 surge el primer grupo de aficionados ultras con un marcado tinte político: «Vikingos».

### Irriducibili
En 1987, un grupo de integrantes se separa del principal para formar a los Irriducibili, que pronto se convertirá en el grupo más numeroso y organizado de ultras de la Lazio. Estos son los que deciden comenzar a exhibir simbología fascista italiana. En 1993, los Eagles, la otra hinchada ultra de la Lazio, anuncia su disolución.
Con el nuevo milenio, tanto la Lazio como su grupo ultra alcanza su cenit. A los éxitos del equipo (gana el Scudetto y la Copa de Italia en la temporada 1999-00, y la Copa de la UEFA y la Supercopa de Europa en 1999) hay que sumar la mayor exposición de los ultras. En 2002, el club vive una crisis financiera que les hace perder a sus principales figuras. A su vez, esa misma temporada, el equipo retira el dorsal número 12 en honor a los aficionados de la Curva Norte.
En 2010, los Irriducibili anuncian que dejan el control del grupo a antiguos miembros de otros grupos ultra que estaban aglutinados dentro de los Irriducibili, los cuales se habían disuelto de facto debido a la presión de los mismos. Se anuncia también una colaboración mutua de todos los grupos, que se reunirán bajo el nombre «Lazio Ultras Curva Nord» con el símbolo del águila imperial de la Lazio.
En 2013 fue detenido Fabrizio Piscitelli, apodado «Diabolik» y líder de los Irriducibili, por tráfico de drogas; se le estimaba una fortuna de alrededor de 2 millones de euros, beneficiándose también de la venta de merchandising y relacionándose con el líder de la camorra napolitana.
El día miércoles 7 de agosto de 2019, el líder del grupo, Fabrizio Piscitelli («Diabolik»), fue asesinado por la espalda de un tiro en la cabeza, a las 19:00 horas aproximadamente, mientras se encontraba sentado en un banco del Parque de los Acueductos, en la periferia sureste de Roma. Tenía 53 años.
El 27 de febrero de 2020, mediante comunicado oficial, Irriducibili declara su disolución para dar paso a Ultras Lazio.
"Un pedazo de nosotros desaparece, una pedazo de la historia. Detrás de ese nombre, muchos de nosotros hemos perdido nuestra libertad y nuestra vida. Disolver Irriducibili era un requisito después de un curso: todo tiene un comienzo, una duración y un final y entendemos oportuno cerrar este capítulo (...) También para aquellas historias increíbles, gloriosas, antes o después cae el telón. Lo importante es haber vivido estas historias. Como protagonistas, como leones, y también peligrosamente. Sin remordimientos ni arrepentimientos". Rezaba parte del comunicado.

## Incidentes
- En el año 1992, el jugador neerlandés Aron Winter se acercó a la grada de los Irriducibili para regalarles su camiseta después de que la Lazio derrotara a la Roma en un derbi. Sin embargo, los radicales la rechazaron debido a que Winter no solo era de raza negra, sino también judío.

- Durante un partido contra la Roma en 1998, los Irriducibili mostraron pancartas donde se rezaban lemas como: «Auschwitz es vuestra patria; los hornos, vuestras casas» o «Equipo de negros, grada de hebreos».

- En 2011 fichó por la Lazio el jugador alemán Miroslav Klose. Durante un partido, un seguidor radical de la Lazio mostró una pancarta que rezaba: «Klose mit uns», en alusión al lema militar prusiano «Got mit uns». Cuando se le preguntó acerca de este incidente, el propio Klose replicó que la política debía permanecer fuera de los estadios de fútbol.

- En 2012, el jugador francés de la Lazio, Djibril Cissé, recibió insultos racistas a través de la red social Twitter tras confirmarse su marcha al Queens Park Rangers. Estos insultos fueron atribuidos a seguidores pertenecientes a los Irriducibili.[13]